# Kugeliger Gallertbecherling
Der Kugelige Gallertbecherling oder die Gallertkugel (Sarcosoma globosum) ist ein Pilz aus der Ordnung der Pezizales.

## Merkmale

### Makroskopische Merkmale
Der Kugelige Gallertbecherling bildet ein zuerst kugelig bis knollenförmiges in allen Teilen braunes Apothecium von bis zu 6, manchmal bis zu 8 cm Breite. Seine Außenseite ist runzelig bis feinsamtig. Sein glänzendes Hymenium bildet sich rasch in der Mitte des Apotheciums und ist leicht nach innen gewölbt. Die Konsistenz ist deutlich gallertig.

### Mikroskopische Merkmale
Die Asci sind zylindrisch und werden 340 bis 370 µm lang und 12,5 bis 15 µm breit. Die elliptischen, hyalinen, glatten Sporen sind 24 bis 30 × 9 bis 11,5 µm groß. Die Paraphysen sind fadenförmig und teilweise verzweigt.

## Ökologie
Die Gallertkugel ist saprophytisch und wächst besonders im Nadelwald unter Fichten und Tannen. Die Fruchtkörper erscheinen hauptsächlich im Frühjahr zur Zeit der Schneeschmelze.

## Verbreitung und Gefährdung
Die Gallertkugel hat eine arktisch-alpine Verbreitung, ist aber in Mitteleuropa sehr selten, kommt jedoch am Standort oft in größerer Zahl vor.
Auf der Roten Liste der Großpilze Deutschlands ist die Art unter Kategorie 1 (vom Aussterben bedroht) aufgeführt. Die Rote Liste Estlands listet ihn als gefährdet. In der Schweiz wurde er seit 1950 nicht mehr gefunden und gilt als verschollen. Auch in der Steiermark gilt er als verschollen.

## Galerie

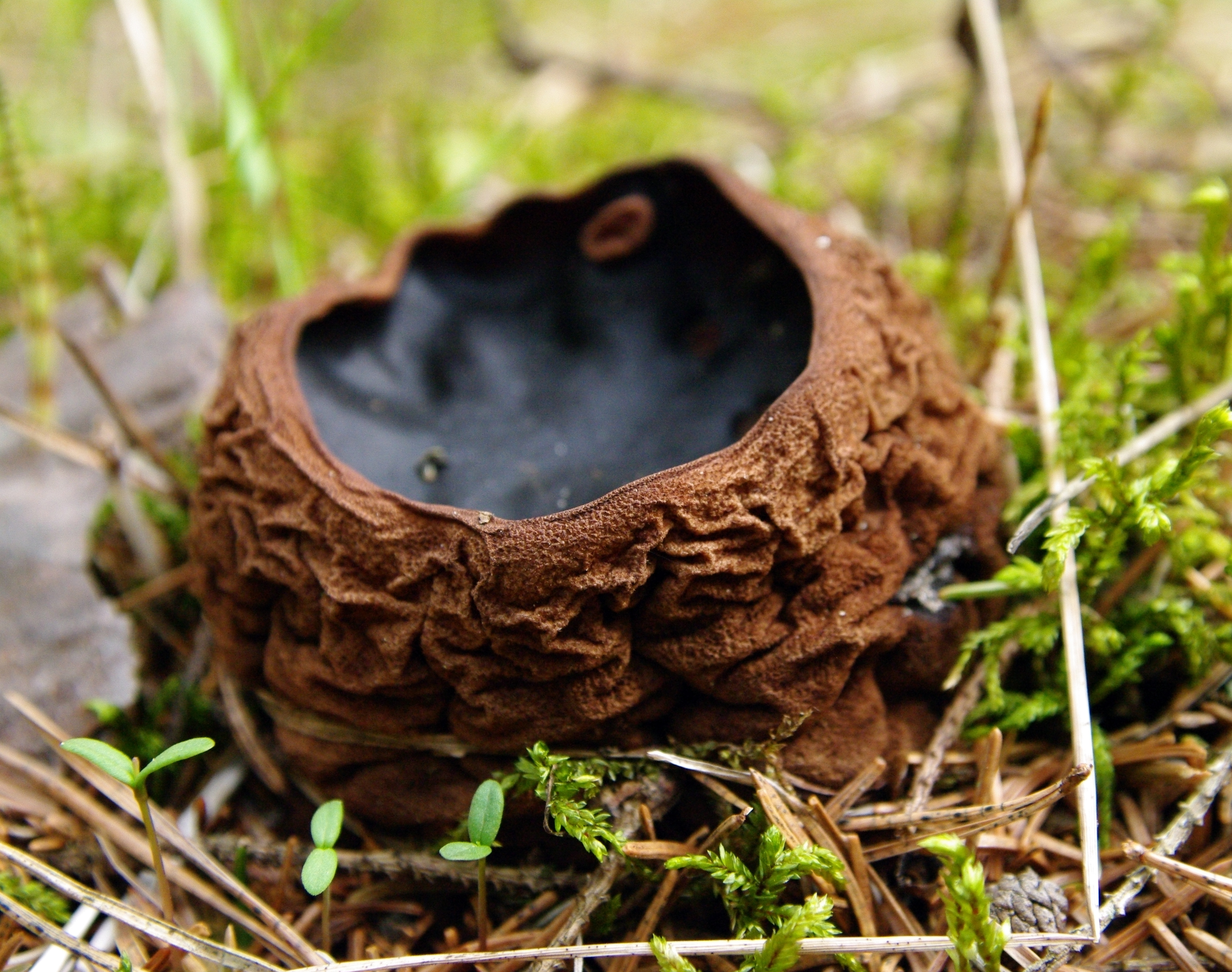
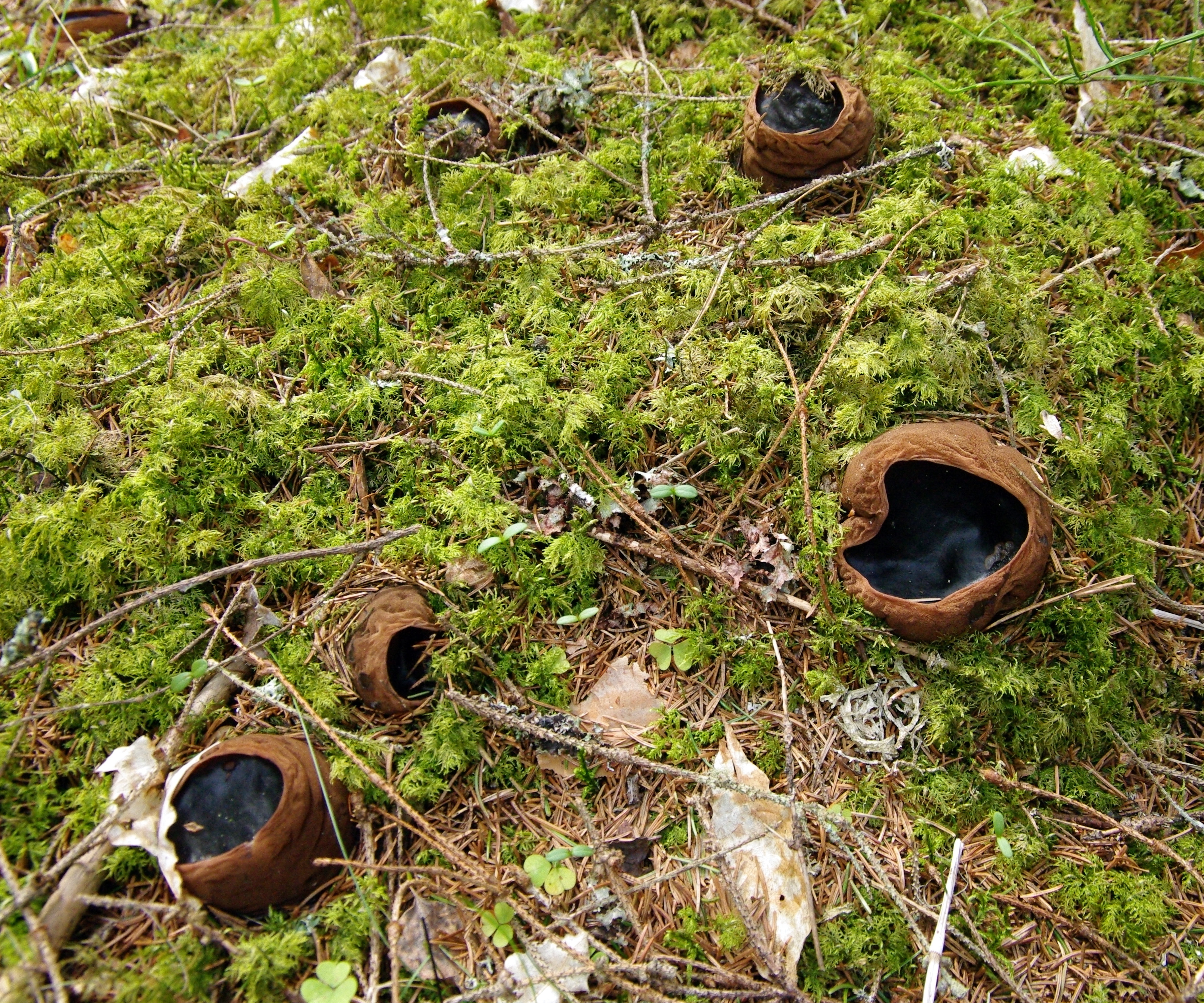
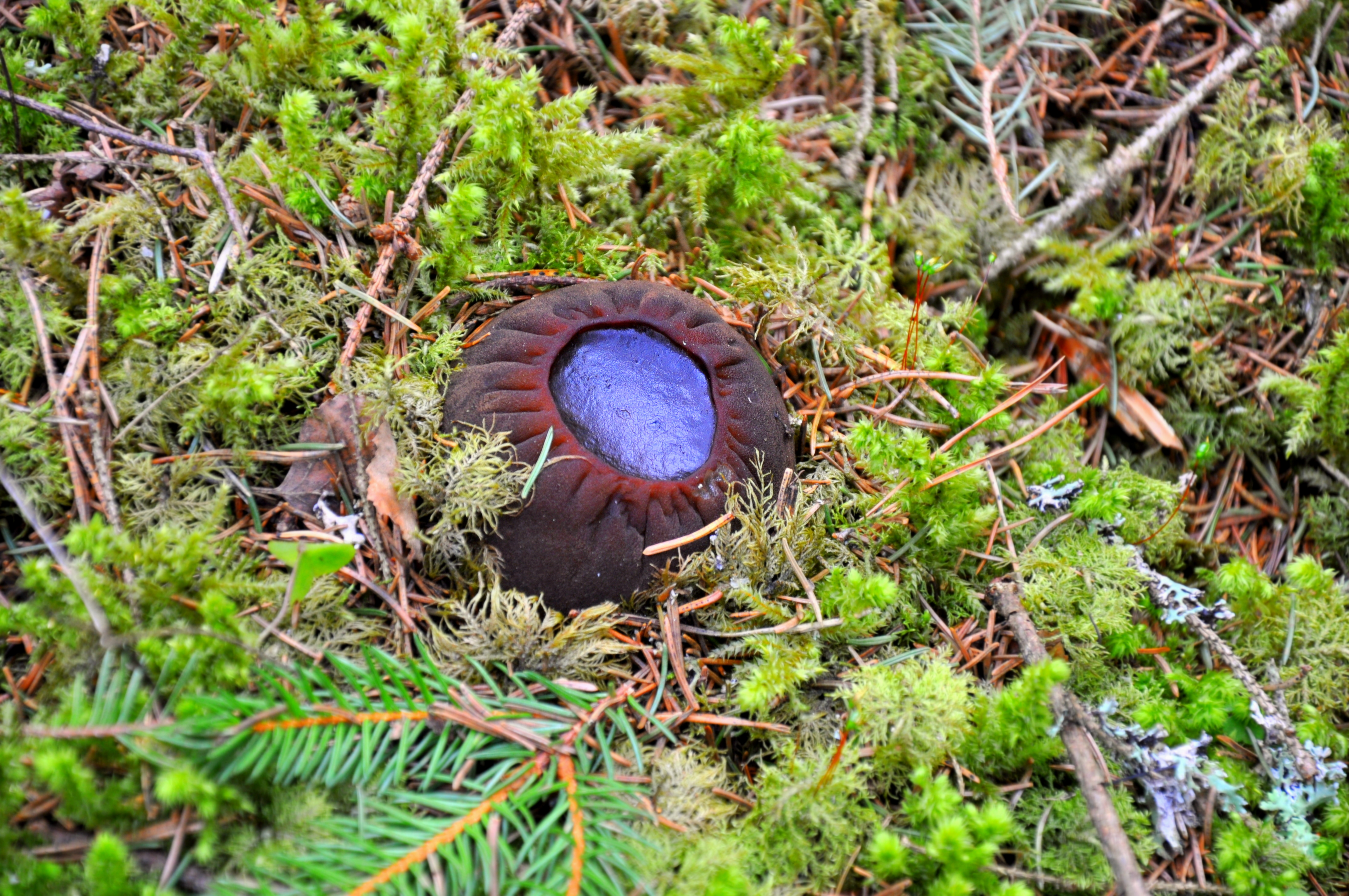
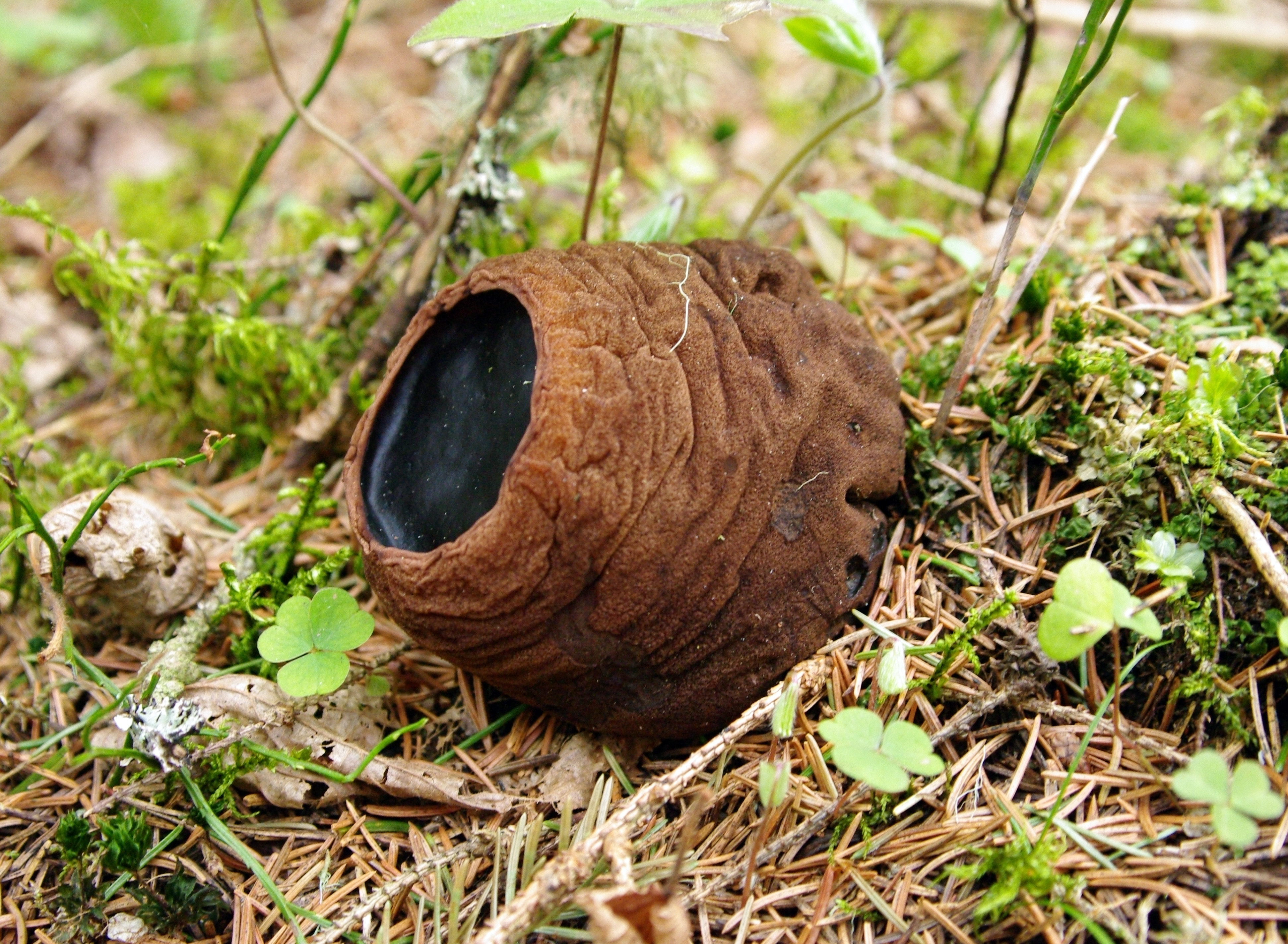
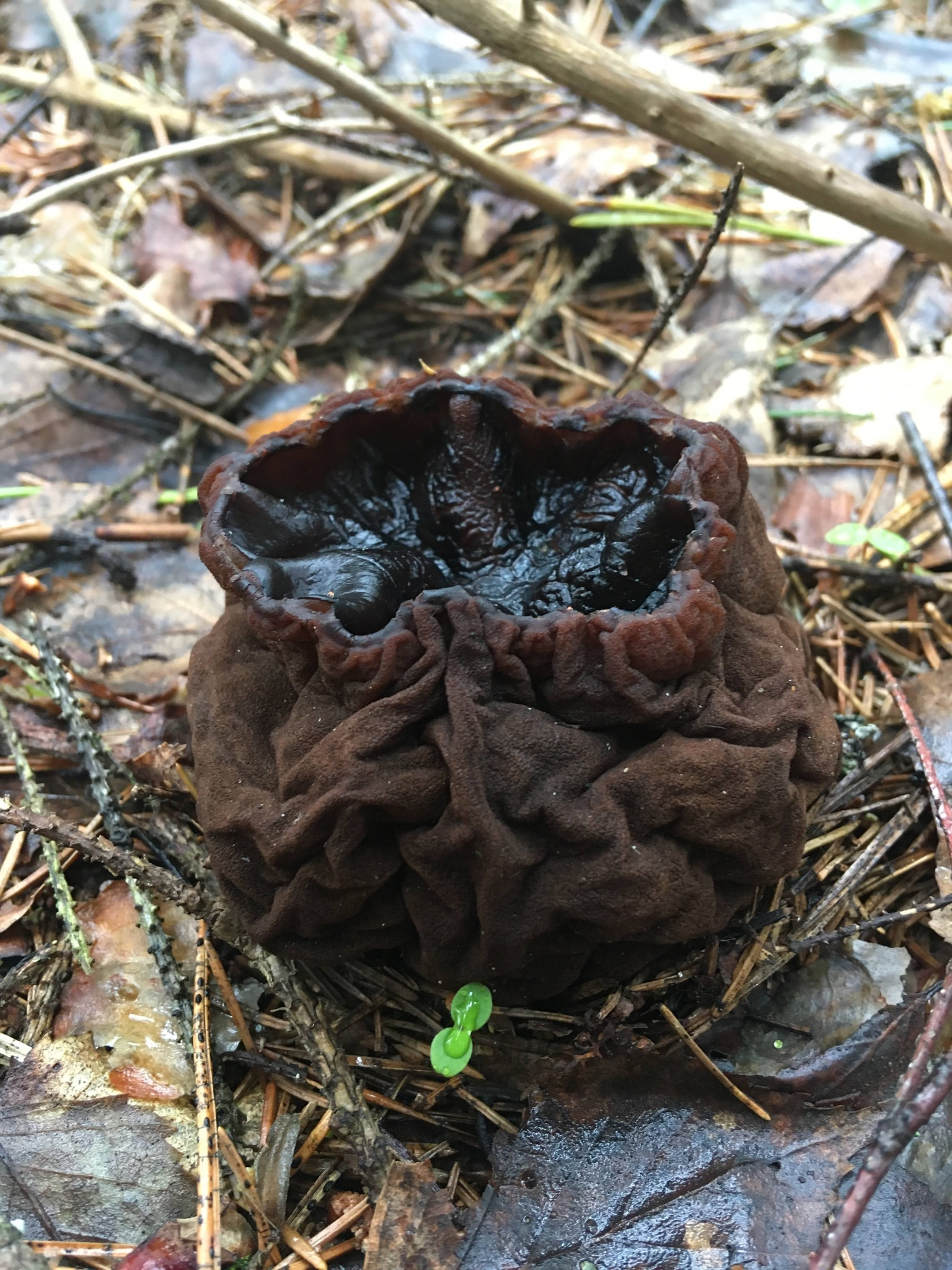
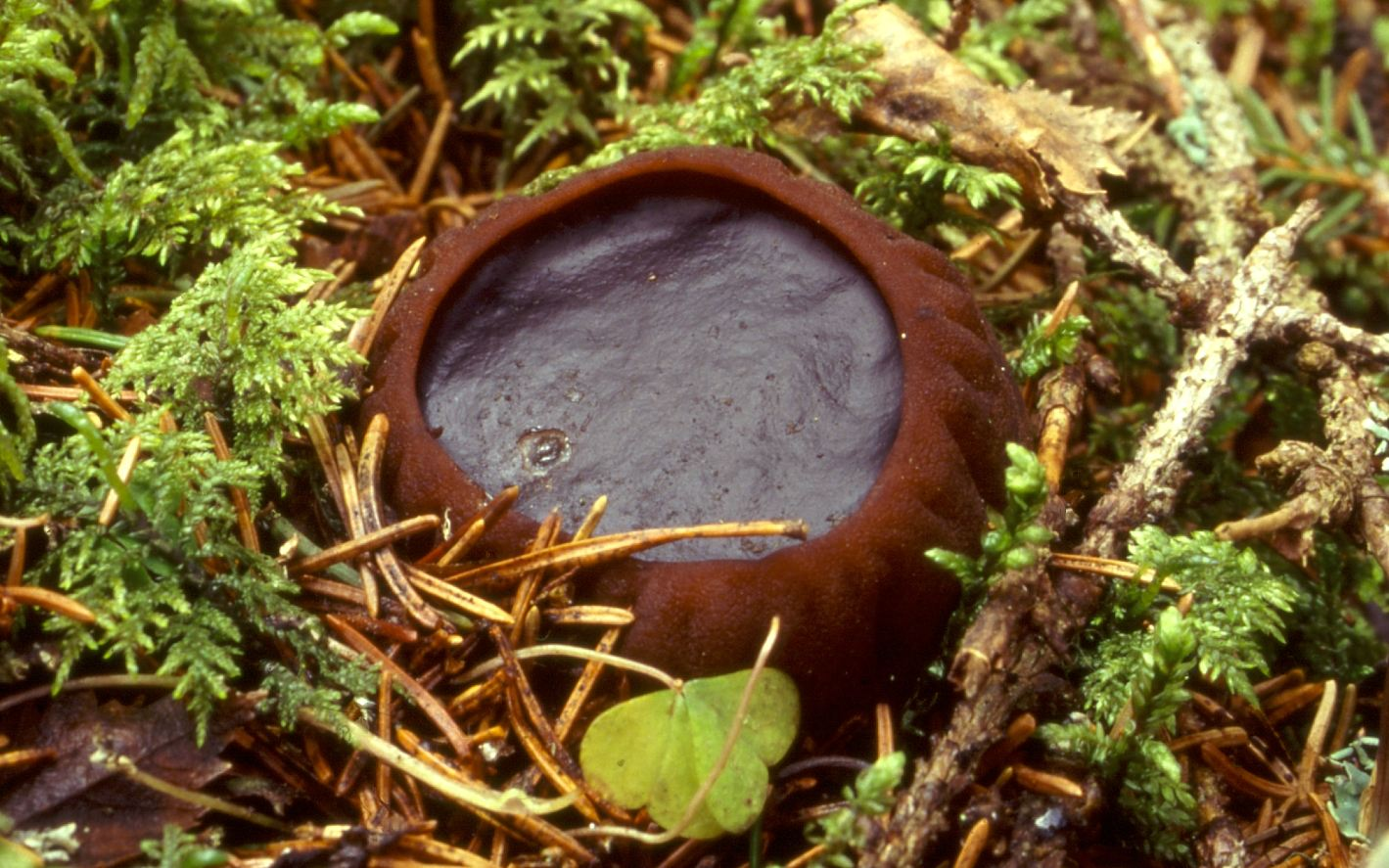